# Derambila rectiscripta
Derambila rectiscripta là một loài bướm đêm trong họ Geometridae.